# Sperillen
Sperillen is een meer in de Noorse provincie Buskerud. Het ligt in het Ådal in de gemeente Ringerike.
Het is het 33e grootste meer van Noorwegen met een oppervlakte van circa 37 km². Het meer is 123 meter op het diepste punt en het ligt 150 meter boven zeeniveau.
De rivieren Begna en Urula komen in het noordelijke deel van het meer uit.

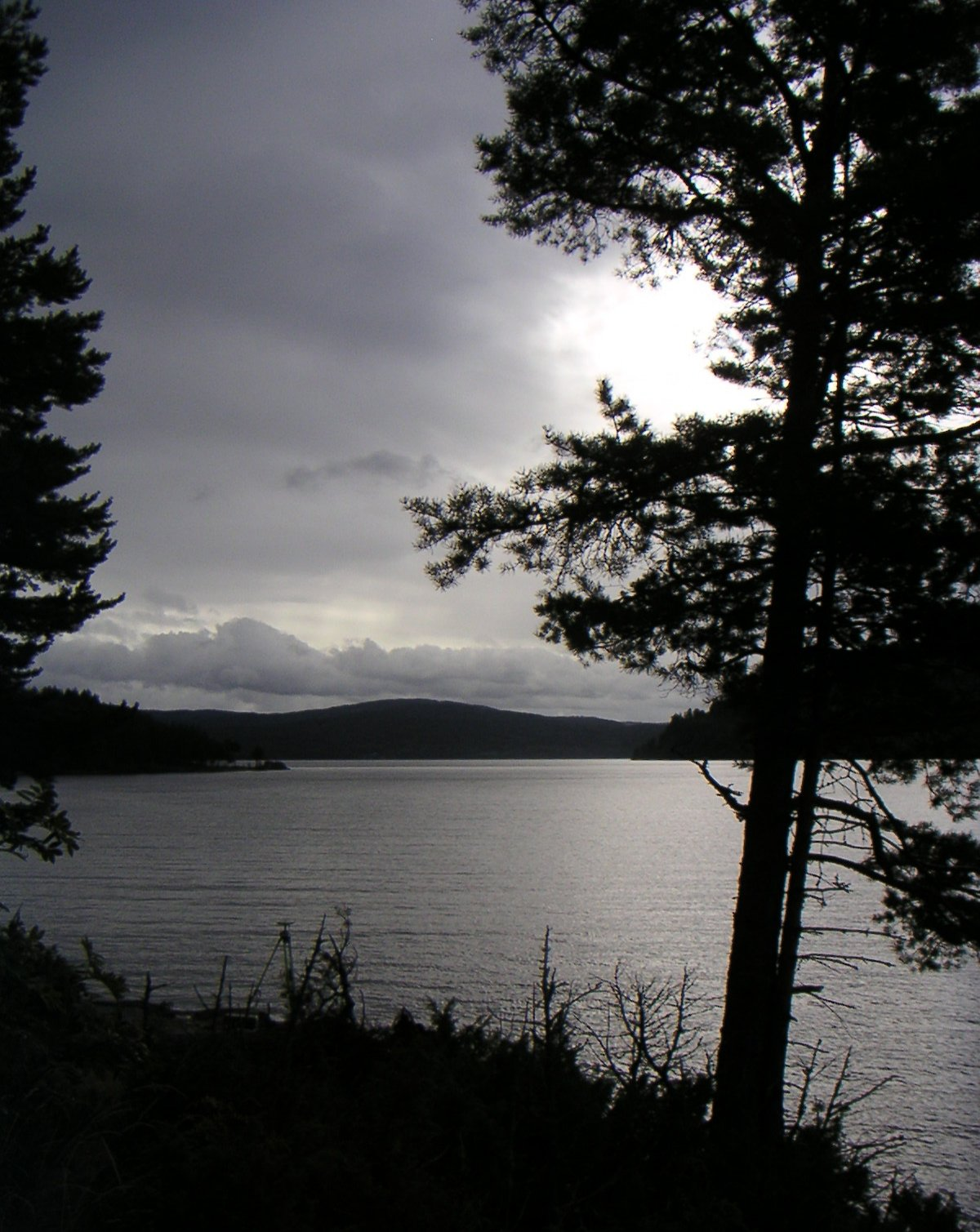
Sperillen